# Pont-sur-Madon
Pont-sur-Madon ([ˈpɔ̃ syʁ maˈdɔ̃] ) ist eine französische Gemeinde mit 181 Einwohnern (Stand: 1. Januar 2022) im Département Vosges in der Region Grand Est (bis 2015 Lothringen). Sie gehört zum Arrondissement Neufchâteau (bis 2024 Épinal) und ist Mitglied im Gemeindeverband Communauté de communes de Mirecourt Dompaire. Die Bewohner werden Madipontains und Madipontaines genannt.

## Geografie
Durch die Gemeinde fließt der Fluss Madon. Die Brücke Pont-sur-Madon (dt.: Brücke über Madon) war namensgebend für die Gemeinde. Sie liegt etwa acht Kilometer nördlich von Mirecourt und wird umgeben von den Nachbargemeinden Marainville-sur-Madon im Norden, Xaronval im Osten, Vomécourt-sur-Madon im Südosten, Ambacourt im Süden und Diarville im Département Meurthe-et-Moselle im Westen.

## Bevölkerungsentwicklung
| Jahr      | 1962 | 1968 | 1975 | 1982 | 1990 | 1999 | 2007 | 2015 |
| Einwohner | 101  | 100  | 115  | 130  | 139  | 130  | 150  | 165  |

## Sehenswürdigkeiten

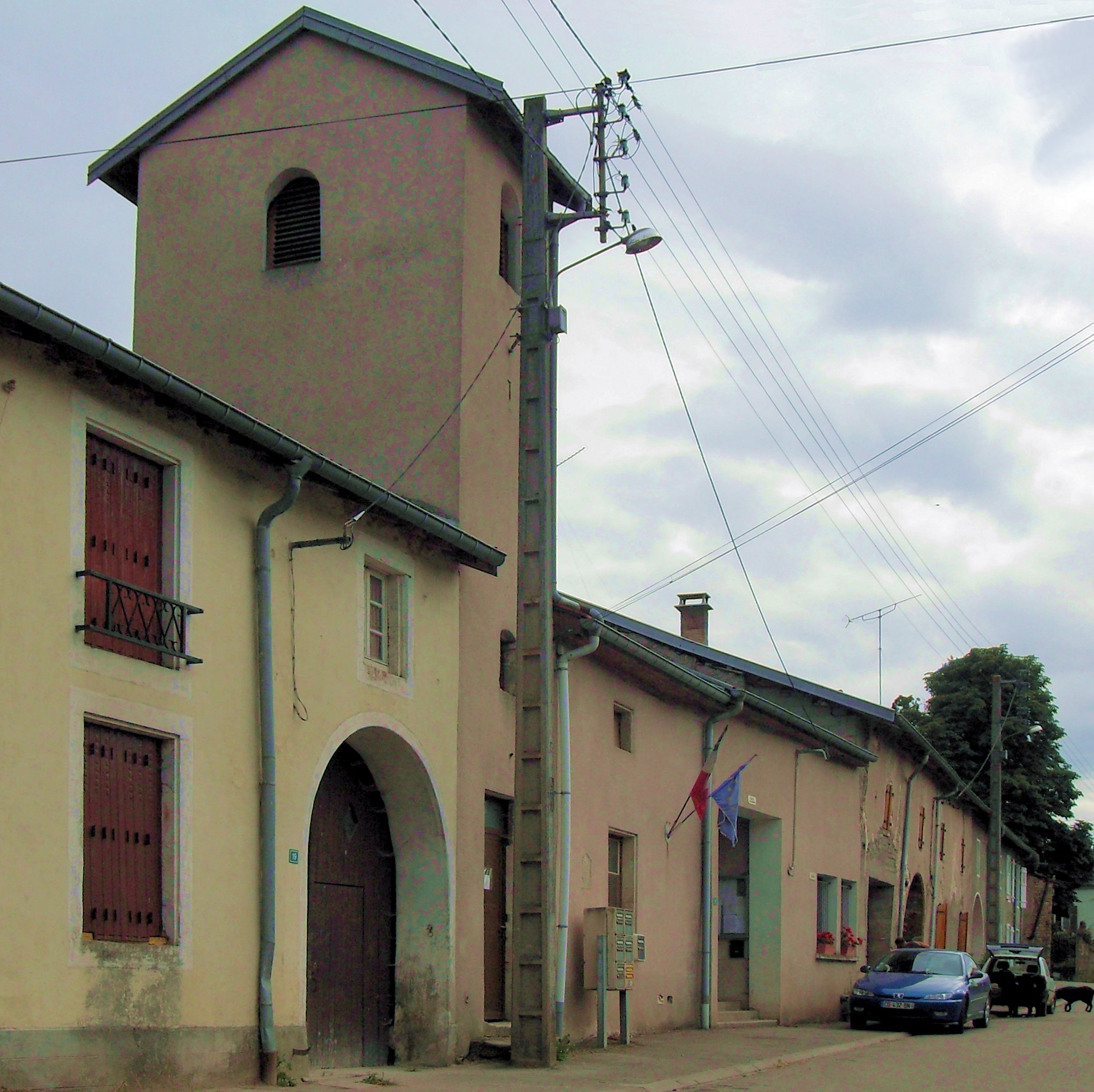
Rathaus von Pont-sur-Madon

Sehenswert sind die mittelalterliche Brücke über den Madon und das Kriegerdenkmal. Pont-sur-Madon hat keine Kirche und keine Kapelle. Für die Gläubigen ist die Kirche Saint-Martin in der Gemeinde Vomécourt-sur-Madon zuständig – ein romanischer Kirchenbau aus dem 11. Jahrhundert.